# Amarjeti
Amarjeti (gr. Αμαργέτη) – wieś w Republice Cypryjskiej, w dystrykcie Pafos. W 2011 roku liczyła 209 mieszkańców.